# آندروس ویرپالو
آندروس ویرپالو (به انگلیسی: Andrus Veerpalu) (زاده ۸ فوریه ۱۹۷۱ - پارنو) اسکی‌باز اسکی صحرانوردی اهل کشور استونی است.
از افتخارات وی می‌توان به کسب مدال طلا ۱۵ کیلومتر کلاسیک اسکی صحرانوردی در بازی‌های المپیک زمستانی ۲۰۰۲ و بازی‌های المپیک زمستانی ۲۰۰۶ و مدال نقره ۵۰ کیلومتر کلاسیک اسکی صحرانوردی بازی‌های المپیک زمستانی ۲۰۰۲ اشاره کرد.